# Räktjärv (Överkalix)
Räktjärv is een dorp binnen de Zweedse gemeente Överkalix. Het dorp is gelegen op de oostoever van het gelijknamige meer. Het ligt enkele kilometers ten noorden van een ander dorp met dezelfde naam behorend bij de gemeente Kalix.
Bestuurscentrum: Överkalix (tätort)
Tätort: Vännäsberget · Svartbyn · Tallvik
Småort: Alsån · Boheden · Gyljen · Hedensbyn · Jockfall · Lansjärv · Norra Tallvik · Nybyn
Overig: Grelsbyn · Kälvudden · Lomträsk · Räktjärv · Rödupp